# Still growin' up
「still growin' up」（スティル・グロウイン・アップ）は、globeの18枚目のシングル。1999年9月8日にavex globeから発売された。

## 解説
日本コカ・コーラ「コカ・コーラ」 TVCMソング。
ダブルミリオンセラーとなったベスト・アルバム『CRUISE RECORD 1995-2000』の先行シングルであり、8cmCD仕様で発売された最後のシングルである。アルバムに収録されているバージョンは歌詞が追加されており、再生時間も50秒程長い。
カップリングには前シングル「MISS YOUR BODY」のリミックスが収録されている。globeのシングルでカップリングが表題曲の別バージョンでないのは今作が初となる。
本作のミュージック・ビデオ（MV）には、曲の途中でありながら唐突に「Is this love」のMVが挿入されるという演出がある。

## 収録曲
| 全作詞: KEIKO・MARC、全作曲・編曲: 小室哲哉。 |                                        |               |            |      |
| #                                             | タイトル                               | 作詞          | 作曲・編曲 | 時間 |
| 1.                                            | 「still growin' up (Single Edit)」     | KEIKO ・ MARC | 小室哲哉   | 4:42 |
| 2.                                            | 「MISS YOUR BODY (tan line mix)」      | KEIKO ・ MARC | 小室哲哉   | 5:02 |
| 3.                                            | 「still growin' up (Just Backtracks)」 | KEIKO ・ MARC | 小室哲哉   | 4:39 |
| 合計時間:                                     | 合計時間:                              | 14:23         |            |      |

クレジット
- Produced : globe
- Mixed, Additional production : Eddie Delena

## 楽曲の収録アルバム
still growin' up
- CRUISE RECORD 1995-2000（アルバムバージョン）
- 8 Years ～Many Classic Moments～
- globe decade -single history 1995-2004-
- 15YEARS -BEST HIT SELECTION-（アルバムバージョン）

MISS YOUR BODY - tan line mix
- CRUISE RECORD 1995-2000